# Saint-Léry
Saint-Léry (Gallo Saent-Leri, bretonisch Sant-Leri) ist eine französische Gemeinde mit 205 Einwohnern (Stand 1. Januar 2022) im Département Morbihan in der Region Bretagne.

## Geografie
Saint-Léry liegt rund 43 Kilometer westlich von Rennes im Nordosten des Départements Morbihan am Flüsschen Doueff. Die Gemeinde liegt an der Grenze des Départements Morbihan zum Département Ille-et-Vilaine.
Nachbargemeinden sind Gaël (im Département Ille-et-Vilaine) im Osten sowie Mauron im Süden, Westen und Norden.

## Bevölkerungsentwicklung
| Jahr                       | 1962 | 1968 | 1975 | 1982 | 1990 | 1999 | 2006 | 2012 | 2019 |
| -------------------------- | ---- | ---- | ---- | ---- | ---- | ---- | ---- | ---- | ---- |
| Einwohner                  | 149  | 136  | 108  | 99   | 161  | 164  | 173  | 189  | 202  |
| Quellen: Cassini und INSEE |      |      |      |      |      |      |      |      |      |

## Sprache
Im Frühmittelalter wurde die Gegend durch Bretonen besiedelt und deren Umgangssprache Alltagssprache. Bei der Zweiten Rückzugswelle der Bretonischen Sprache im Spätmittelalter (zwischen 1200 und 1500) kam es zum Sprachwechsel hin zum Gallo. Dieser Dialekt des Französischen ist mittlerweile beinahe ausgestorben und die Bevölkerung spricht heute französisch.

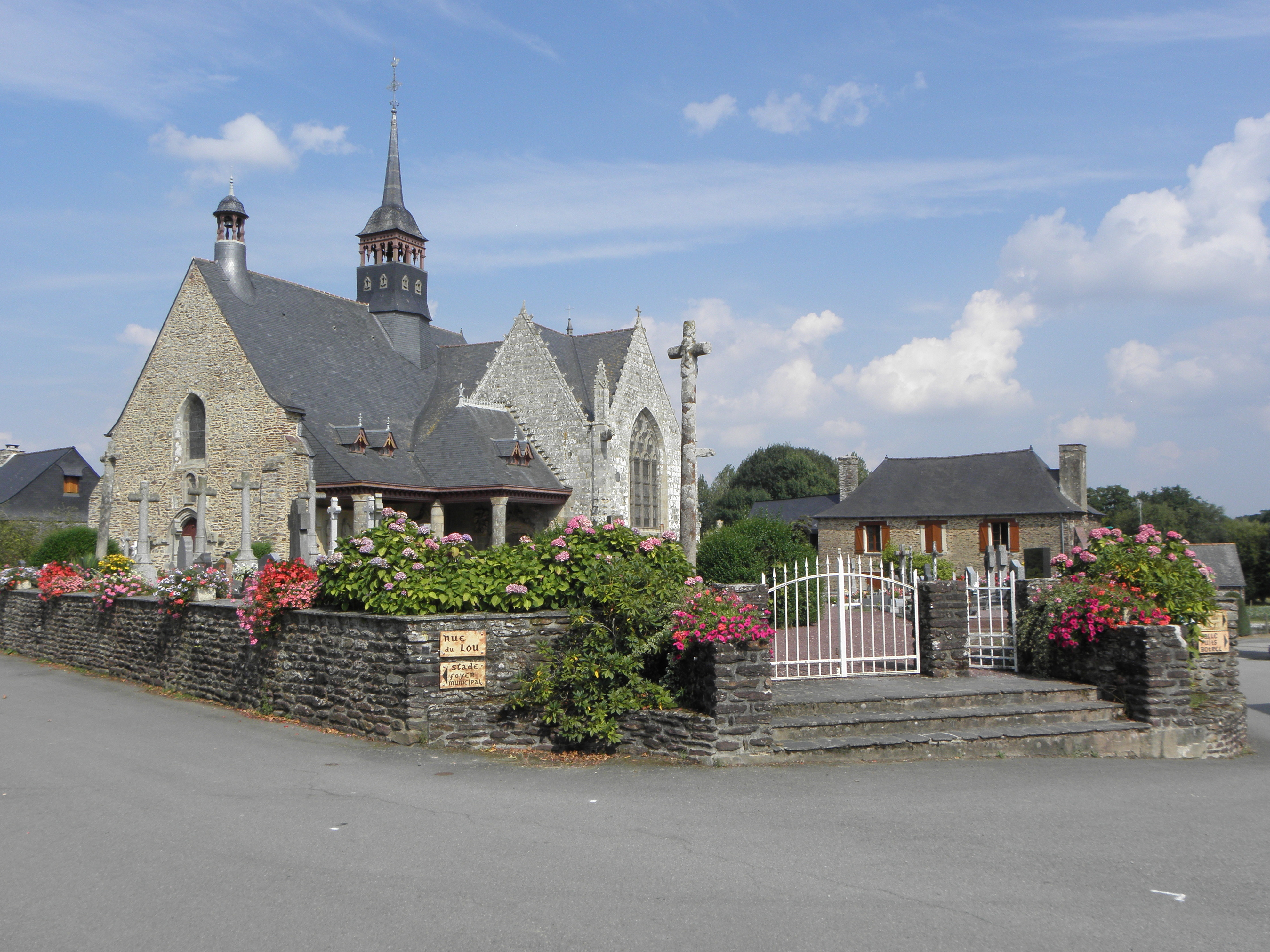
Kirche Saint-Léry
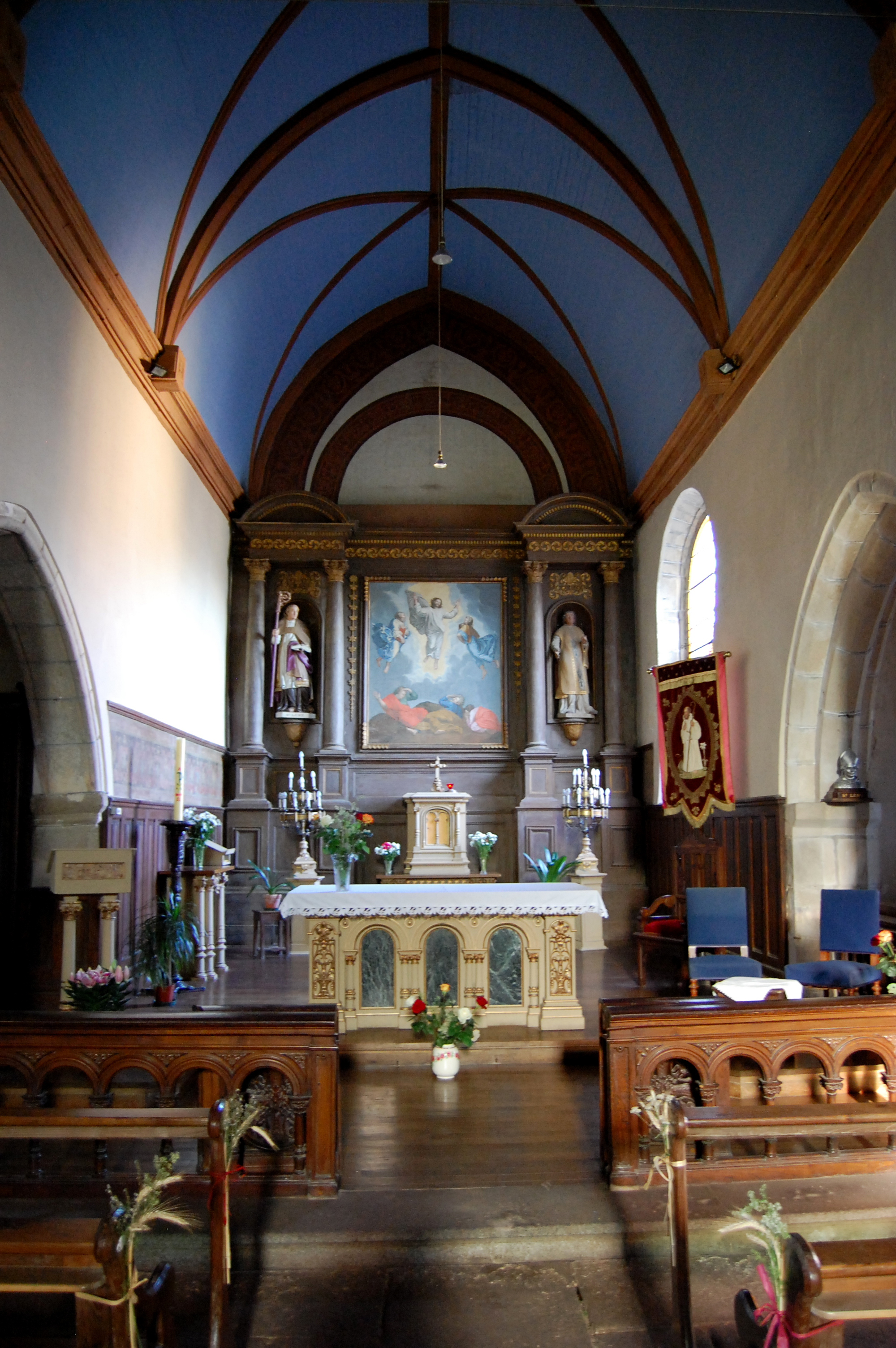
Innenansicht der Kirche
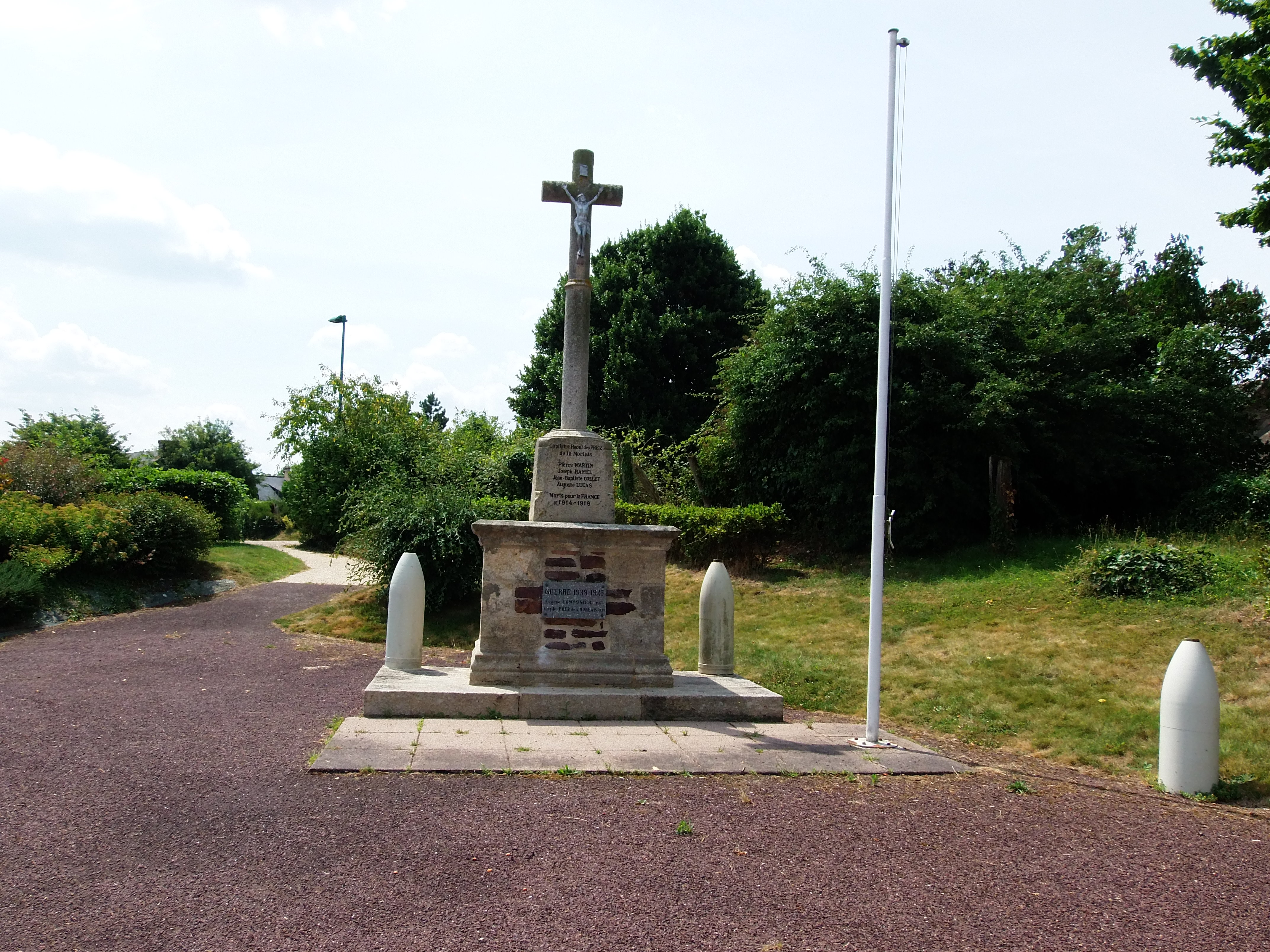
Denkmal für die Gefallenen